# Óblast de Tomsk
L'óblast de Tomsk (en rus То́мская о́бласть, Tómskaia óblast) és un subjecte federal de Rússia.